# Ben Barnes (herec)
Benjamin Thomas „Ben“ Barnes (* 20. srpna 1981, Londýn) je britský herec a zpěvák, známý především díky roli prince Kaspiana ze ságy Letopisy Narnie, Logana Delose v seriálu Westworld a Billyho Russoa v seriálu The Punisher.

## Mládí a život
Narodil se vztahové terapeutce jménem Tricia a profesorovi psychologie Thomasi Barnesovi v Londýně. Má mladšího bratra Jacka.
Chodil na dvě soukromé školy pro chlapce, Homefield Preparatory School v Suttonu a King's College School ve Wimbledonu, načež poté v roce 2004 úspěšně dokončil univerzitu Kingston, kde studoval anglickou literaturu a drama.

## Filmografie

### Film
| Rok  | Název                                     | Role                | Poznámky |
| ---- | ----------------------------------------- | ------------------- | -------- |
| 2007 | Hvězdný prach                             | mladý Dunstan Thorn |          |
| 2008 | Větší než Ben                             | Cobakka             |          |
| 2008 | Letopisy Narnie: Princ Kaspian            | Kaspian X           |          |
| 2008 | Lekce neslušného chování                  | John Whittaker      |          |
| 2009 | Dorian Gray                               | Dorian Gray         |          |
| 2010 | Locked In                                 | Josh Sawyer         |          |
| 2010 | Letopisy Narnie: Plavba Jitřního poutníka | Kaspian X           |          |
| 2011 | Je třeba zabít Bona                       | Neil McCormick      |          |
| 2012 | The Words                                 | Mladý muž           |          |
| 2013 | Velká svatba                              | Alejandro Griffin   |          |
| 2014 | Kde vládne zbraň                          | Nick Tortano        |          |
| 2014 | Jackie & Ryan                             | Ryan Brenner        |          |
| 2014 | Sedmý syn                                 | Tom Ward            |          |

### Televize
| Rok  | Název           | Role            | Poznámky             |
| ---- | --------------- | --------------- | -------------------- |
| 2006 | Doctors         | Craig Unwin     | díl: "Facing Up"     |
| 2006 | Split Decision  | Chris Wilbur    | TV film              |
| 2015 | Sons of Liberty | Sam Adams       | miniseriál           |
| 2015 | Exposed         | Stoya           | TV film              |
| 2016 | Westworld       | Logan           | hlavní role          |
| 2017 | The Punisher    | Billy Russo     | hlavní role; 13 dílů |
| 2019 | Gold Digger     | Benjamin Greene | minisérie            |
| 2021 | Světlo a stíny  | Generál Kirigan | v produkci           |

### Videohry
| Rok  | Název                          | Postava       |
| ---- | ------------------------------ | ------------- |
| 2008 | Letopisy Narnie: Princ Kaspian | Princ Kaspian |

## Ocenění
| Rok  | Ocenění               | Kategorie                                      | Výsledek   | Film                                      |
| ---- | --------------------- | ---------------------------------------------- | ---------- | ----------------------------------------- |
| 2008 | National Movie Awards | Nejlepší mužský herecký výkon                  | Nominovaný | Letopisy Narnie: Princ Kaspian            |
| 2008 | Teen Choice Awards    | Nejlepší mužský nováček                        | Nominovaný | Letopisy Narnie: Princ Kaspian            |
| 2009 | MTV Movie Awards      | Průlomový mužský herecký výkon                 | Nominovaný | Letopisy Narnie: Princ Kaspian            |
| 2011 | National Movie Awards | Herecký výkon roku                             | Nominovaný | Letopisy Narnie: Plavba Jitřního poutníka |
| 2017 | SAGA Awards           | Vynikající herecký výkon v dramatickém seriálu | Nominovaný | Westworld                                 |